# 메디나셀리

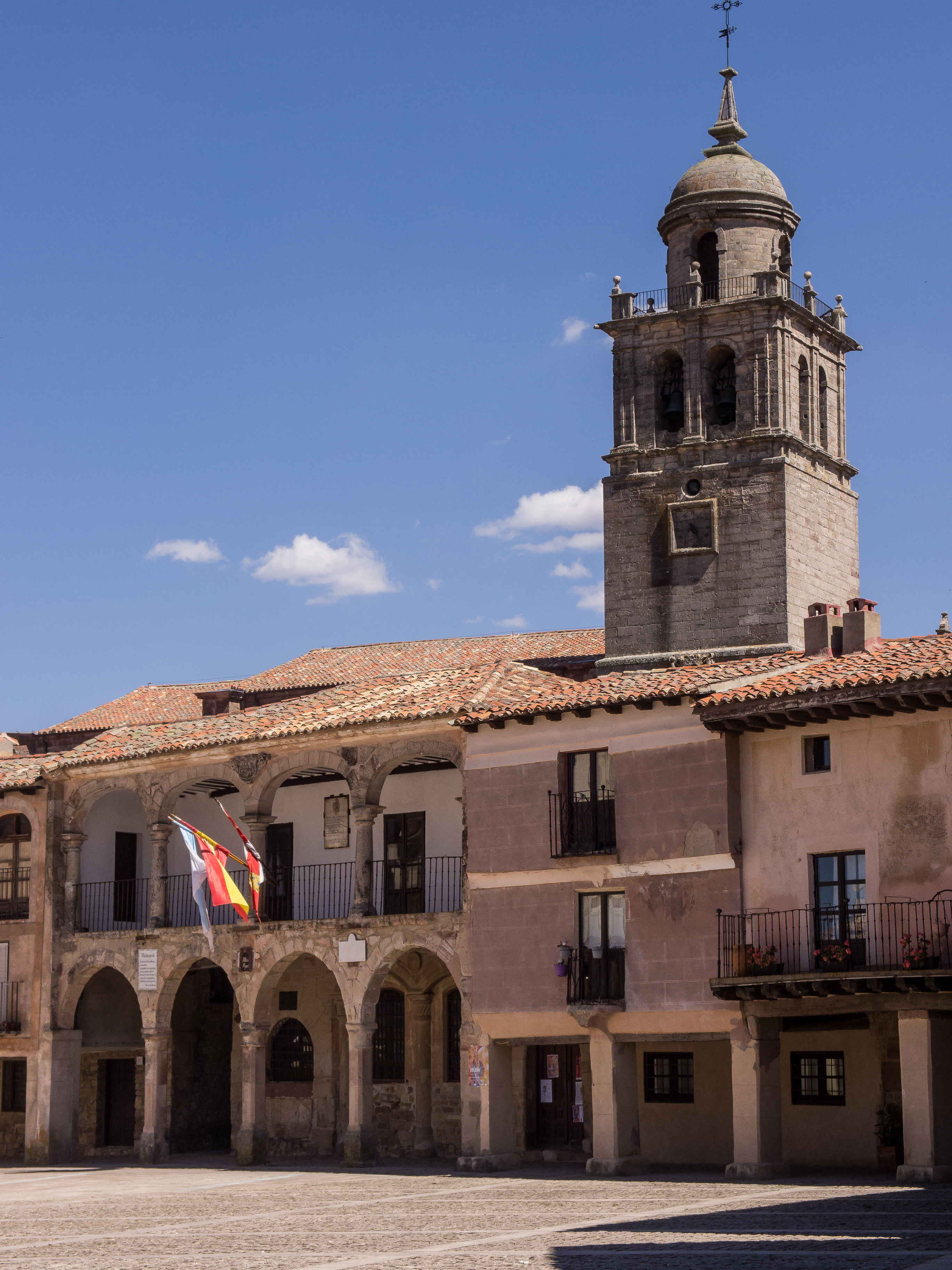

메디나셀리(Medinaceli)는 스페인 카스티야이레온주 소리아도의 지방 자치체이다. 이 지방자치체는 토랄바 델 모랄 등 다른 빌리지들을 포함한다. 할론강과 Arbujuelo강이 합류점에 위치한다.
이 지명은 Madina-oceli에서 비롯된 것으로 이는 도시를 의미하는 아랍어 낱말 madīnat와 켈트어로 언덕을 의미하는 장소 Okelis의 옛 이름이 결합된 것이다.

## 같이 보기
- 메디나셀리 공작